# 2019
2019 (MMXIX) — невисокосний рік, що почався у вівторок за григоріанським календарем. Згідно із китайським календарем — рік Жовтої Земляної Свині.

## Події

### Аварії та катастрофи
- 18 січня — у результаті вибуху трубопроводу в Мексиці[en] загинуло понад 90 людей[2].
- 25 січня — унаслідок аварії на греблі в Брумадінью у Бразилії загинуло понад 180 осіб і щонайменше 100 вважаються зниклими безвісти[3].
- 10 березня — в Ефіопії розбився пасажирський літак авіакомпанії Ethiopian Airlines зі 157 людьми на борту[4].
- 16 березня — унаслідок паводків, зсувів та сильних вітрів, спричинених циклоном Ідай, у Мозамбіку, Малаві, Зімбабве, ПАР та Мадагаскарі загинуло понад 300 осіб[5].
- 5 травня — літак Sukhoi Superjet 100 рейсу Аерофлоту 1492 зазнав аварії і згорів у «Шереметьєво» (Москва). Загинуло 41 з 78 людей, що перебували на борту[6].
- 1 липня — на борту російського глибоководного апарата АС-12 «Лошарик» внаслідок пожежі загинуло 14 моряків-підводників[7].
- 18 липня — щонайменше 33 особи загинули внаслідок підпалу анімаційної студії «Kyoto Animation» в Кіото, Японія.[8].

### Політика, вибори
- 7 січня — у Габоні відбулася невдала спроба державного перевороту[9].
- 11 січня — парламент Македонії ухвалив конституційні поправки про зміну назви держави на Північну Македонію[10].
- 19 березня — Президент Казахстану Нурсултан Назарбаєв після 30-річного правління оголосив про відставку[11].
- 30 березня — на президентських виборах у Словаччині перемогла опозиційний кандидат Зузана Чапутова[12].
- 3 квітня — Президент Алжиру Абделазіз Бутефліка пішов у відставку після 20 років правління країною[13].
- 11 квітня — у Судані відбувся переворот: військові усунули від влади 75-річного президента Омара аль-Башира, який керував країною майже 30 років[14].
- 21 квітня — вибори Президента України: у другому турі перемогу отримав Володимир Зеленський із результатом 73 % голосів[15].
- 26 травня — завершились вибори Європейського Парламенту, під час яких обрано 751 особу. Найбільшу кількість голосів набрала партія «Європейська народна партія».[16]
- 3 липня — президентом Європейського парламенту обрано представника Італії Давида Сассолі[17].
- 23 липня — новим прем'єр-міністром Великої Британії обраний Борис Джонсон, він замінив на посаді Терезу Мей[18].
- 24 вересня — Палата Представників Конгресу США почала процедуру імпічменту Президента США Дональда Трампа[19].
- 12 грудня — правляча у Великій Британії Консервативна партія, яку очолює Борис Джонсон, виграла дострокові парламентські вибори[20].
- 18 грудня — Палата представників США проголосувала за імпічмент Дональду Трампу за статтею «перевищення повноважень» через прохання до української влади розслідувати діяльність родини Джо Байдена[21].

### Міжнародні відносини
- 1 лютого— Президент США Дональд Трамп оголосив, що з 2 лютого, США розпочнуть шестимісячний період виходу з Договору про ліквідацію ракет середньої та малої дальності через порушення Росією протягом тривалого часу умов цього договору[22].
- 2 лютого — Президент Російської Федерації Володимир Путін у відповідь на заяву Дональда Трампа повідомив про намір призупинення участі Росії в Договорі про ліквідацію ракет середньої та малої дальності[23].
- 12 лютого — Македонія офіційно одержала нову назву — Республіка Північна Македонія[24].
- 25 березня — Дональд Трамп підписав прокламацію, згідно з якою спірну територію Голанські висоти США офіційно визнали частиною Ізраїлю[25].
- 25 червня — Парламентська асамблея Ради Європи ухвалила резолюцію, яка дозволяє зняти санкції з російської делегації[26].
- 28—29 червня — Саміт Великої двадцятки в Осаці[27].
- 2 серпня  — припинив дію Договір про ліквідацію ракет середньої та малої дальності, укладений 1989 року між США та СРСР[28].
- 26 серпня — у французькому Біарріці протягом 24-26 серпня відбувся 45-й саміт G7[29].
- 7 вересня — між Україною та Росією відбувся обмін політв'язнями у форматі 35 на 35 осіб, серед яких — український режисер Олег Сєнцов, 22 українські моряки та важливий свідок у справі про збиття малайзійського літака рейсу МН17 на Донбасі Володимир Цемах, російський пропагандист Кирило Вишинський[30].
- 9 грудня — відбулась зустріч у нормандському форматі (саміт) глав України, Росії, Франції та Німеччини в Парижі[31].

### Збройні конфлікти
- 14 вересня — хуситами з Ємену за допомогою дронів здійснено атаку на найбільше у світі нафтове родовище в районі міста Абкайк на сході Саудівської Аравії. Атака спричинила гігантську пожежу.[32].
- 9 жовтня — розпочалася турецька інтервенція на північному сході Сирії[33].
- 26 жовтня — американський спецназ провів операцію з ліквідації Абу Бакра Аль-Багдаді, керівника Ісламської держави[34].

### Економіка
- 1 лютого — Європейський Союз і Японія підписали Угоду про економічне партнерство, створивши найбільшу у світі зону вільної торгівлі[35].
- 20 березня — Walt Disney Company закрила угоду з придбання кінокомпанії 21st Century Fox за 71 мільярд доларів[36].
- 11 червня — компанія Amazon стала найдорожчим світовим брендом згідно з рейтингом BrandZ Top Global Brands за 2019 рік[37]
- 19 червня — Суд Європейського Союзу визнав недійсною торгову марку Adidas (знамениті «три смужки»)[38].
- 23 вересня — британська туристична компанія Томас Кук, створена у 1841 році, оголошена банкрутом[39].

### Наука і техніка
- 3 січня — китайський апарат «Чан'е-4» вперше здійснив посадку на зворотному боці Місяця[40].
- 21 лютого — повідомлено про синтез нового типу нуклеїнових кислот, названого хатімодзі-ДНК. Вона складається з восьми нуклеотидів — чотирьох природних та чотирьох штучно синтезованих[41].
- 2 березня — перший запуск першого приватного космічного корабля SpaceX Dragon 2 до МКС — SpaceX DM-1[42].
- 19 березня — лауреатом Абелівської премії за 2019 рік стала американка Карен Уленбек (Техаський університет)[43].
- 10 квітня — астрофізики, що працюють у проєкті Event Horizon Telescope, повідомили про отримання першої фотографії чорної діри, що розташована у центрі галактики М87 на відстані 54 млн світлових років[44][45].
- 20 липня — з космодрому «Байконур» стартував космічний корабель Союз МС-13 із трьома космонавтами на борту, учасниками експедицій МКС-60/61 на МКС[46].
- 22 липня — Індія успішно запустила на Місяць міжпланетну станцію Чандраян-2[47].
- 6 вересня — індійський спускний апарат місії Чандраян-2 зазнав невдачі під час спроби посадки на поверхню Місяця[48].
- 18 грудня — запуск космічного телескопа Хеопс, розробленого Європейським космічним агентством[49].
- 20 грудня — перший запуск до МКС космічного корабля CST-100 Starliner (місія Boeing Orbital Flight Test), розробленого компанією Boeing. Проте через проблеми із програмним забезпеченням, він не вийшов на задану орбіту та не зможе стикуватися з МКС[50].

### Культура
- 6 січня — в Лос-Анджелесі пройшла 76-та церемонія «Золотого глобуса», найкращою драмою стала картина «Богемна рапсодія», найкращою комедією — «Зелена книга»[51].
- 8 січня — Вільям Гібсон названий 35-м «Гросмейстером фантастики»[52][53].
- 2 лютого — у Брюсселі відбулася 9-та церемонія вручення бельгійської національної кінопремії «Магрітт». Найкращим фільмом стала драма «Наші битви»[54].
- 10 лютого — в Лондоні відбулася 72-га церемонія вручення премії Британської академії телебачення та кіномистецтва (БАФТА). Найкращим фільмом було визнано «Рому» Альфонсо Куарона.[55]
- 17 лютого — у Берліні завершився 69-й Берлінський міжнародний кінофестиваль. Головну нагороду — «Золотого ведмедя» — здобув фільм ізраїльського режисера Надава Лапіда «Синоніми».[56]
- 22 лютого — у Парижі (Франція) відбулася 44-та церемонія вручення нагород французької національної кінопремії «Сезар». Найкращим фільмом стала драма режисера Ксав'є Леграна «Опіка».[57]
- 24 лютого — на 91-й церемонії вручення «Оскар», у номінації «Найкращим фільм року», перемогла кінокартина «Зелена книга». Найкращим режисером став Альфонсо Куарон, актором — Рамі Малек, акторка — Олівія Колман[58].
- 6 березня — лауреатом Прітцкерівської премії за 2019 рік став японський архітектор Ісозакі Арату[59].
- 27 березня — у Римі відбулася 64-та церемонія вручення національної кінопремії «Давид ді Донателло». Найкращим італійським фільмом 2018 року стала стрічка «Догмен» режисера Маттео Ґарроне, який також отримав нагороду за «Найкращу режисерську роботу».[60]
- 18 травня — Дункан Лоренс із піснею Arcade здобув перемогу для Нідерландів на пісенному конкурсі Євробачення 2019[61].
- 25 травня — Золоту пальмову гілку на Каннському кінофестивалі отримав фільм «Паразити» південнокорейського режисера Пон Джун Хо[62].
- 21 липня — фільм «Месники: Завершення» обійшов «Аватар» і зі зборами 2,790 млрд доларів став найкасовішим фільмом в історії[63].
- 7 вересня — головний приз 76-го Венеційського кінофестивалю здобув фільм «Джокер» режисера Тодда Филліпса[64].
- 14 жовтня — лауреатами Букерівської премії стали Маргарет Етвуд, роман «Заповіти» (The Testaments) та Бернардіна Еварісто, роман «Дівчина, жінка, інше» (Girl, Woman, Other)[65].

### Суспільство
- 1 січня — одностатеві шлюби легалізовані в Австрії[66].
- 6 січня — Патріарх Варфоломій вручив Томос про автокефалію Православної церкви України митрополитові Київському Епіфанію[67].
- 27 січня — через вибух двох бомб у кафедральному соборі у філіппінському місті Голо загинуло щонайменше 18 людей, і понад 80 людей поранено[68].
- 14 лютого — внаслідок атаки на авто служби безпеки у м. Пулвама, Індія, загинуло 40 працівників спецслужби Індії[69].
- 22 лютого — Англіканська церква скасувала правило 1603 року, яке вимагає проводити щонедільні богослужіння в усіх церквах[70].
- 15 березня — у Новій Зеландії терорист скоїв збройний напад на дві мечеті у місті Крайстчерч. Загинуло 50 осіб, 48 поранено.[71]
- 15 квітня — Собор Паризької Богоматері постраждав від сильної пожежі[72].
- 1 травня — 126-й імператор Японії Нарухіто замінив високий престол батька Акіхіто, династія не переривається вже 15 століть[73].
- 6 травня — у британській королівській сім'ї — у Меган, герцогині Сассекської і Гаррі, герцога Сассекського народився син, який є восьмим правнуком королеви Єлизавети ІІ[74].
- 19 червня — Міжнародна слідча група (JIT) назвала імена чотирьох підозрюваних у причетності до збиття Boeing 777 біля Донецька. Це — Ігор Гіркін, Сергій Дубінський, Олег Пулатов та Леонід Харченко[75].
- 12 липня — у результаті терористичного нападу на готель Asasey в Сомалі 26 людей загинуло, ще понад 50 отримали поранення[76].
- 22 жовтня — в Японії відбулась коронація імператора Нарухіто[77].
- 31 жовтня — в Японії згорів Замок Сюрі, який належить до світової спадщини ЮНЕСКО[78].
- 25 листопада — колекцію коштовностей «Зелене склепіння» у Дрездені пограбовано на суму близько 1 млрд євро[79].
- Грудень — початок пандемії COVID-19.

### Спорт
- 27 січня:
  - На Відкритому чемпіонаті Австралії з тенісу переможцем серед чоловіків став Новак Джокович, серед жінок — Наомі Осака[80].
  - Збірна Данії вперше виграла Чемпіонат світу з гандболу серед чоловіків[81].
- 1 лютого — збірна Катару вперше стала переможцем Кубку Азії з футболу[82].
- 2 лютого — на Чемпіонаті світу з хокею із м'ячем переможцем стала команда Росії[83].
- 2 березня — швейцарський тенісист Роджер Федерер переміг на турнірі в Дубаї та виграв 100-й титул у своїй кар'єрі серії АТП[84].
- 17 березня — на Чемпіонаті світу з біатлону найбільше нагород здобула збірна Норвегії — 9, на другому місці — німці (7 медалей), на третьому — італійці (5 медалей).
- 26 травня — збірна Фінляндії стала переможцем 83-го чемпіонату світу з хокею із шайбою ІІХФ[85].
- 1 червня — Ліверпуль переміг Тоттенгем у фіналі Ліги чемпіонів УЄФА 2018—2019, 64-го сезону в історії Кубка європейських чемпіонів і 27-го сезону в історії Ліги чемпіонів УЄФА[86].
- 9 червня:
  - Переможцем Відкритого чемпіонату Франції з тенісу серед чоловіків став Рафаель Надаль, серед жінок — Ешлі Барті[87].
  - Збірна Португалії з футболу перемогла збірну Нідерландів у фіналі Ліга націй УЄФА 2018—2019 та стала першим володарем трофею[88].
- 12 червня — переможцем Кубку Стенлі НХЛ 2019 стали хокеїсти Сент-Луїс Блюз, які у фінальній серії перемогли Бостон Брюїнс[89].
- 13 червня — переможцем НБА сезону 2018—2019 стали баскетболісти Торонто Репторз, які у фінальній серії перемогли Голден-Стейт Ворріорс[90].
- 15 червня — збірна України з футболу віком до 20 років (U-20) виграла молодіжний чемпіонат світу[91].
- 30 червня — на Європейських іграх 2019, що проходили протягом 21-30 червня і Мінську (Білорусь) лідерами медального заліку стала команда Росії, на другому місці — спортсмени Білорусі, на третьому — України[92].
- 7 липня:
  - Переможцем Кубку Америки з футболу 2019 серед чоловіків стала команда Бразилії[93].
  - Переможцем Чемпіонату світу з футболу серед жінок стала команда США[94].
- 14 липня:
  - На Літній універсіаді, що проходила в Італії, найбільшу кількість нагород отримали японські спортсмени, українці в медальному заліку на 11-му місці[95].
  - Переможцем Вімблдона серед чоловіків став Новак Джокович, серед жінок — Симона Халеп[96].
- 28 липня:
  - На Чемпіонаті світу з водних видів спорту найбільше нагород — 30 отримали спортсмени Китаю; Україна з 7 нагородами у медальному заліку на 14 місці[97].
  - Переможцем Тур де Франс 2019[fr] став колумбієць Еган Берналь[98].
- 14 серпня — Ліверпуль переміг Челсі та став володарем Суперкубку УЄФА 2019[99].
- 8 вересня — на Відкритому чемпіонаті США з тенісу 2019 серед чоловіків переміг Рафаель Надаль, серед жінок — Б'янка Андреєску[100].
- 15 вересня — збірна Іспанії стала переможцем Чемпіонату світу з баскетболу 2019, здолавши у фіналі збірну Аргентину[101].
- 29 вересня — переможцем Чемпіонату Європи з волейболу серед чоловіків стала команда Словенії[102].
- 12 жовтня — кенійський легкоатлет Еліуд Кіпчоґе встановив новий рекорд з марафону — він вперше в історії пробіг дистанцію за менш ніж за дві години — 1 годину 59 хвилин та 40 секунд[103].
- 2 листопада — збірна Південної Африки з регбі перемогла збірну Англії та стала переможцем Кубку світу-2019[104].
- 3 листопада — Льюїс Гамільтон достроково став шестикратним чемпіоном «Формули-1» сезону 2019 року[105].
- 2 грудня — володарем Золотого м'яча ФІФА за 2019 рік став Ліонель Мессі, він отримав нагороду ушосте[106].
- 21 грудня:
  - На XIX зимових Дефлімпійських іграх, що проходили в Італії, найбільше нагород отримали спортсмени Російської Федерації, на другому місці — італійці, Збірна України посіла 3-є загальнокомандне місце.[107]
  - «Ліверпуль» уперше виграв клубний чемпіонат світу з футболу, обігравши у фіналі бразильський «Фламенгу» з рахунком 1:0.[108]

## Нобелівська премія
- Премію з фізіології або медицини отримали американці Вільям Келін, Грег Семенза та британець Пітер Реткліфф за дослідження того, як клітини реагують та адаптуються до доступності кисню[109].
- Премію з фізики отримали канадець Джеймс Піблс за теоретичні відкриття у фізичній космології та швейцарці Мішель Майор і Дідьє Кело за відкриття екзопланети, що обертається навколо сонцеподібної зірки[110].
- Премію з хімії отримали американець Джон Гудінаф, британець Стенлі Віттінгем та японець Йосіно Акіра за розробку літій-іонних батарей[111].
- Премії з літератури отримали польська письменниця Ольга Токарчук (за 2018 рік) та австрійський письменник Петер Гандке (2019)[112].
- Лауреатом премії миру став Абій Ахмед Алі з Ефіопії за зусилля зі встановлення миру та міжнародної кооперації, зокрема, за його вирішальні зусилля з вирішення прикордонного конфлікту з сусідньою Еритреєю[113].
- Премію імені Нобеля з економіки отримали американці Абхіджит Банерджі, Естер Дюфло та Майкл Кремер за експериментальний підхід до боротьби з бідністю[114].

## Майбутні події
- 26 грудня відбудеться затемнення Сонця, яке можна буде спостерігати у Південній Азії[115].
- Відповідно до післявоєнних домовленостей усі британські військові мають бути виведені з Німеччини[116][117]
- Очікується поява суперкомп'ютера з продуктивністю, що буде вимірюватись в ексафлопсах (1018 операцій за секунду).[118][119]
- В Україні проведуть пробний перепис населення[120].

## Вигадані події
- У 2019 році відбуваються події фільму «Острів» Майкла Бея.
- У листопаді 2019 року відбуваються події фільму «Той, хто біжить по лезу».
- У 2019 році розгортаються події аніме Акіра.
- 2019: Після падіння Нью-Йорка — постапокаліптичний бойовик режисера Серджо Мартіно, знятий у 1983 р.
- Воїни світла (англ. Daybreakers) — фантастичний фільм про вампірів, вийшов у 2010.

## Прем'єра фільмів
- Капітан Марвел
- Король лев
- Покемон: Детектив Пікачу
- Хеллбой
- Скло
- Ґодзілла ІІ: Король монстрів
- Жив Собі Дедпул
- Люди В Чорному: Інтернешнл
- Месники: Завершення
- Мері Поппінс Повертається
- Смертельний Лабіринт
- Шлях Додому
- Брайтбьорн
- Гуцулка Ксеня
- Крути 1918
- Марія — королева Шотландії

## Прем'єра мультфільмів
- Адріан — авторський мультсеріал італійського співака та кіноактора Адріано Челентано.
- Історія іграшок 4
- Секрети домашніх тварин 2
- Таємниця сім'ї монстрів
- Як приборкати дракона 3: Прихований світ
- Спадок Супермена
- LEGO Фільм 2
- Крижане серце 2
- Диво-парк
- Angry Birds у кіно 2
- Дамбо
- Spies in Disguise
- Королівський коргі
- Сімейка Адамс
- Вовки та Вівці: Хід свинею
- Фіксики проти Краборгів
- UglyDolls
- Shaun the Sheep 2
- Missing Link
- Arctic Justise: Thunder Squad

## Прем'єра ігор
- Metro Exodus
- Total War: Three Kingdoms
- Doom Eternal
- Rage 2
- Resident Evil 2
- The Outer Worlds
- The Last Of Us 2
- Dying Light 2
- Mortal Kombat 11
- Nioh 2
- Devil May Cry 5
- Tom Clancy's The Division 2
- Death Stranding
- Beyond Good And Evil 2
- Control
- Days Gone
- Diablo: Immortal (Android)
- Mount & Blade 2: Bannerlord
- Ghost Of Tsushima
- Ori And The Will Of The Wisps
- Skull&Bones
- FarCry: New Dawn
- Warcraft 3: Reforged